# NGC 4456
NGC 4456 ist eine Spiralgalaxie vom Hubble-Typ Sbc im Sternbild Wasserschlange südlich des Himmelsäquators. Sie ist schätzungsweise 268 Millionen Lichtjahre von der Milchstraße entfernt.
Das Objekt wurde am 30. März 1835 vom britischen Astronomen John Herschel entdeckt.